# 科斯格羅夫冰架
科斯格羅夫冰架（英語：Cosgrove Ice Shelf）是南極洲的冰架，長56公里、寬40公里，處於皇帝半島和卡尼斯蒂奧半島之間，該冰架根據美國海軍空中照片被繪入地圖，以海軍上尉命名。
73°34′S 100°22′W / 73.567°S 100.367°W